# Biblioteca de enlace dinámico
Una biblioteca de enlace dinámico (DLL, por la sigla en inglés de dynamic-link library) es el término con el que se refiere a los archivos con código ejecutable que se cargan bajo demanda de un programa por parte del sistema operativo. Esta denominación es exclusiva a los sistemas operativos Windows siendo «.dll» la extensión con la que se identifican estos ficheros, aunque el concepto existe en prácticamente todos los sistemas operativos modernos.

## Ventajas
Las DLL son o se pueden ver como la evolución de las bibliotecas estáticas (en diversos sistemas) y de forma análoga contienen funcionalidad o recursos que utilizan otras aplicaciones. Su uso proporciona algunas ventajas:
- Reducen el tamaño de los archivos ejecutables: Gran parte del código puede estar almacenado en bibliotecas y no en el propio ejecutable lo que redunda en una mejor modularización.
- Pueden estar compartidas entre varias aplicaciones: Si el código es suficientemente genérico, puede resultar de utilidad para múltiples aplicaciones (por ejemplo, la MFC es una biblioteca dinámica con clases genéricas que recubren la API gráfica de Windows y que usan gran parte de las aplicaciones).
- Facilitan la gestión y aprovechamiento de la memoria del sistema: La carga dinámica permite al sistema operativo aplicar algoritmos que mejoren el rendimiento del sistema cuando se carguen estas bibliotecas. Además, al estar compartidas, basta con mantener una copia en memoria para todos los programas que la utilicen.
- Brindan mayor flexibilidad frente a cambios: Es posible mejorar el rendimiento o solucionar pequeños errores distribuyendo únicamente una nueva versión de la biblioteca dinámica. Nuevamente, esta corrección o mejora será aprovechada por todas las aplicaciones que compartan la biblioteca.

## «Infierno de las DLL»
Sin embargo, no todo son ventajas. En los sistemas Windows, las DLL son muy comunes y muchos programas usan las mismas bibliotecas de enlace dinámico. Pero debido a la evolución, cada una de las bibliotecas evoluciona incorporando mejoras pero modificándolas de tal forma que dejan de ser compatibles. Esto puede producir dos efectos no deseados:
- Que la instalación de un programa reemplace una DLL con una nueva versión incompatible.
- Que la desinstalación del programa borre una DLL compartida.

En ambos casos, el resultado es que dejan de funcionar los programas que utilizaban la vieja versión. Estos problemas se denominaron el «infierno de las DLL».
Las versiones modernas de Windows y los nuevos scripts de instalación MSI (sobre todo su característica de instalaciones residentes) abordan y resuelven este problema. Sin embargo, el problema persiste cuando se utilizan otros instaladores (versiones antiguas) o se realizan modificaciones manuales.

## Librerías de importación
Al igual que las librerías estáticas, las librerías de importación para DLL tienen extensión .lib. Por ejemplo, kernel32.dll, la biblioteca dinámica principal para las funciones básicas de Windows, se enlaza por medio de kernel32.lib. Para distinguir una librería de importación de una librería estática se puede tener en cuenta el tamaño, ya que las librerías de importación solo contienen símbolos que hacen referencia a la DLL. Por lo tanto, el tamaño de una librería de importación suele ser pequeño. Sin embargo, en ambos casos se usa el formato Unix ar.
Cuando se genera el ejecutable se utilizan las librerías estáticas para resolver los símbolos externos, los cuales hacen referencia a DLL. El ejecutable contiene una tabla de direcciones de importación IAT (en inglés: Import Address Table) mediante la cual se hace referencia a todas las llamadas a funciones DLL (cada función DLL contiene su propia entrada en IAT). En tiempo de ejecución, las entradas en IAT son reemplazadas con las direcciones en memoria reales de las funciones de DLL.